# Олюденіз
Олюдені́з (тур. Ölüdeniz, дослівно Мертве море) — курортне селище, розташоване на середземноморському узбережжі Туреччини за 15 км від міста Фетхіє.
В Олюденізі знаходиться Блакитна лагуна — національний заповідник Туреччини, відомий своїм незвичайним пляжем. У селищі розташовано безліч готелів, в основному рівня В2-3*, і пара-трійка готелів рівня «четвірки». Містечко з трьох боків оточене горами, найвища з яких — Бабадаг, у перекладі «батько-гора». Висота основного, так званого, «нижнього старту» — 1672 м — активно використовується туристами для оглядових екскурсій і спортсменами-парапланеристів для стартів. Висота верхнього старту, на піку гори - 1980 м. Є ще проміжна зона. Всі три старти призначені для зльоту під різні напрямки вітру. Топологія місця дозволяє вийти над затокою на висоті 1000-1500 м, що робить Олюденіз одним з найпопулярніших місць для відпрацювання небезпечних режимів парапланерного польоту. Сюди приїжджають пілоти з багатьох країн Європи а також з інших континентів. У жовтні проходять барвисті змагання з повітряної акробатики, які збирають велику кількість учасників і глядачів. У селищі місцеві жителі не живуть а приїжджають тільки працювати. На центральній вулиці Олюденіза, протяжністю метрів 300, багато магазинчиків, кафе і барів, де відпочивальники можуть придбати продукти харчування, одяг взуття, поміняти гроші а також придбати екскурсії. Контингент відпочивальників в основному складається з туристів Німеччини, Англії, Ірландії та інших країн. Вельми привабливе місце навіть для пляжного і активного відпочинку .